# Duinbergen
Duinbergen is een wijk in de gemeente Knokke-Heist in West-Vlaanderen en een bekende badplaats in België. Anders dan Knokke wordt Duinbergen gekenmerkt door vele karakteristieke villa's en weinig winkels. Duinbergen hoort bij de deelgemeente Heist (West-Vlaanderen). 
Sinds 1890 was het gebied bereikbaar per stoomtram Brugge-Knokke-Heist. Uiteindelijk zou dit de moderne Kusttramlijn De Panne-Oostende-Knokke worden. Tussen 1935 en 1951 kwam ook stadstramlijn 12 via de Elizabethlaan naar Duinbergen.
Voor 1900 was het gebied tussen Heist en Knokke onbebouwd. Rond 1900 werden plannen gemaakt om dit gebied een toeristische functie te geven. De Duitse urbanist en architect Hermann-Josef Stübben kreeg de opdracht om de concessie Duinbergen vorm te geven. Hiervoor werden later ook twee organisaties opgericht: de Société de Duinbergen in 1901 en de maatschappij Knocke-Duinbergen-Extensions (1911).
Duinbergen groeide zeer snel na de start van deze plannen. In 1901 werd het Hotel de Châlet geopend, en in 1903 opende Hotel Pauwels zijn deuren. Daarnaast werden ook veel villa's gebouwd, in 1908 stonden er reeds een tachtigtal. Dit was mede het gevolg van de aanleg van noodzakelijke nutsvoorzieningen zoals waterleiding en riolering. In 1908 waren er reeds 6816 zeebaden.
Duinbergen heeft tot de dag van vandaag veel van zijn charme weten te bewaren. Toch heeft ook Duinbergen te lijden onder de ontwikkeling van het toerisme en de daarbijhorende bouw van appartementsgebouwen. Vooral langs de Zeedijk rest weinig of niets meer van het oorspronkelijke Duinbergen.

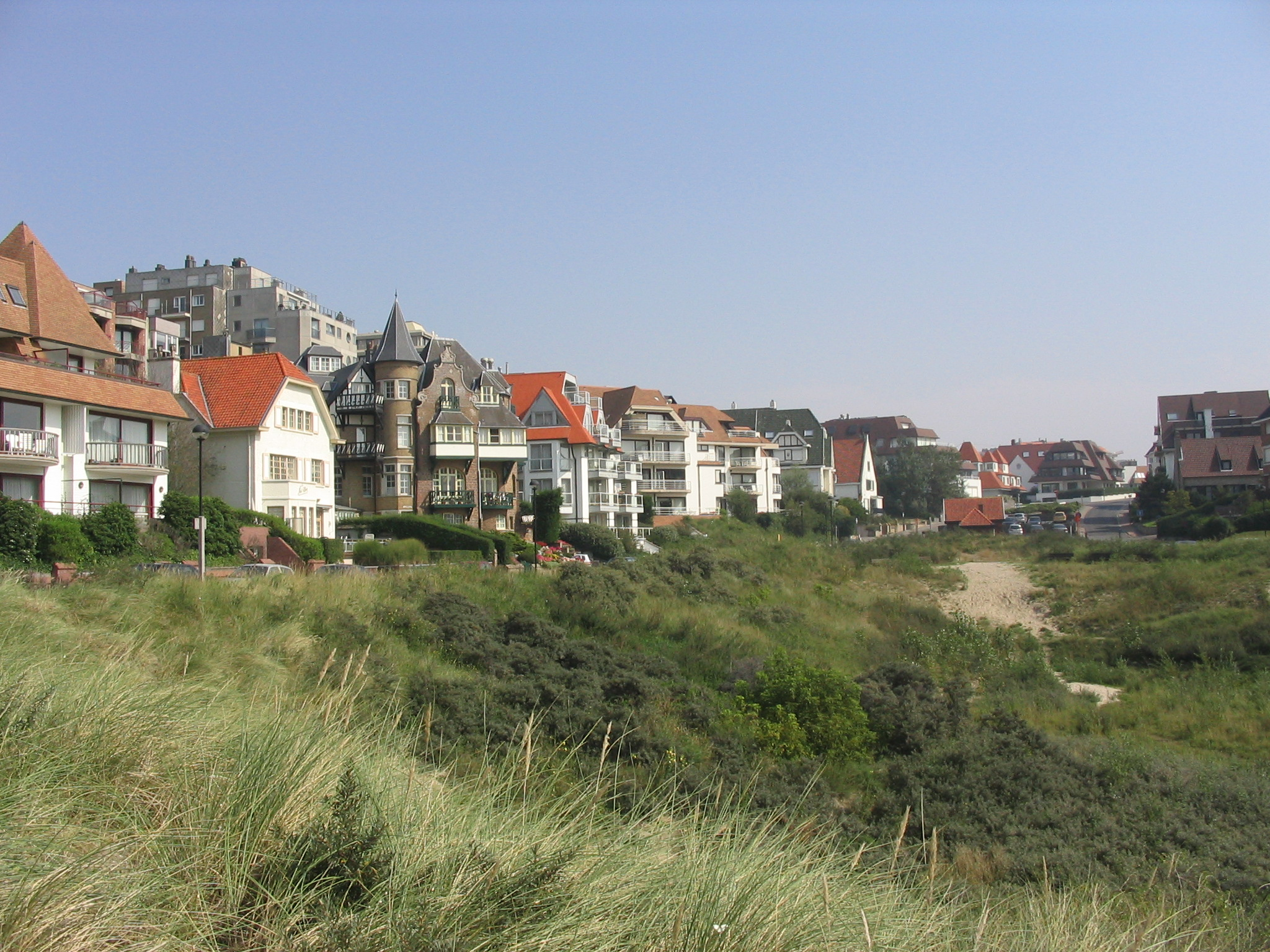
Villa's langs de Bergdreef
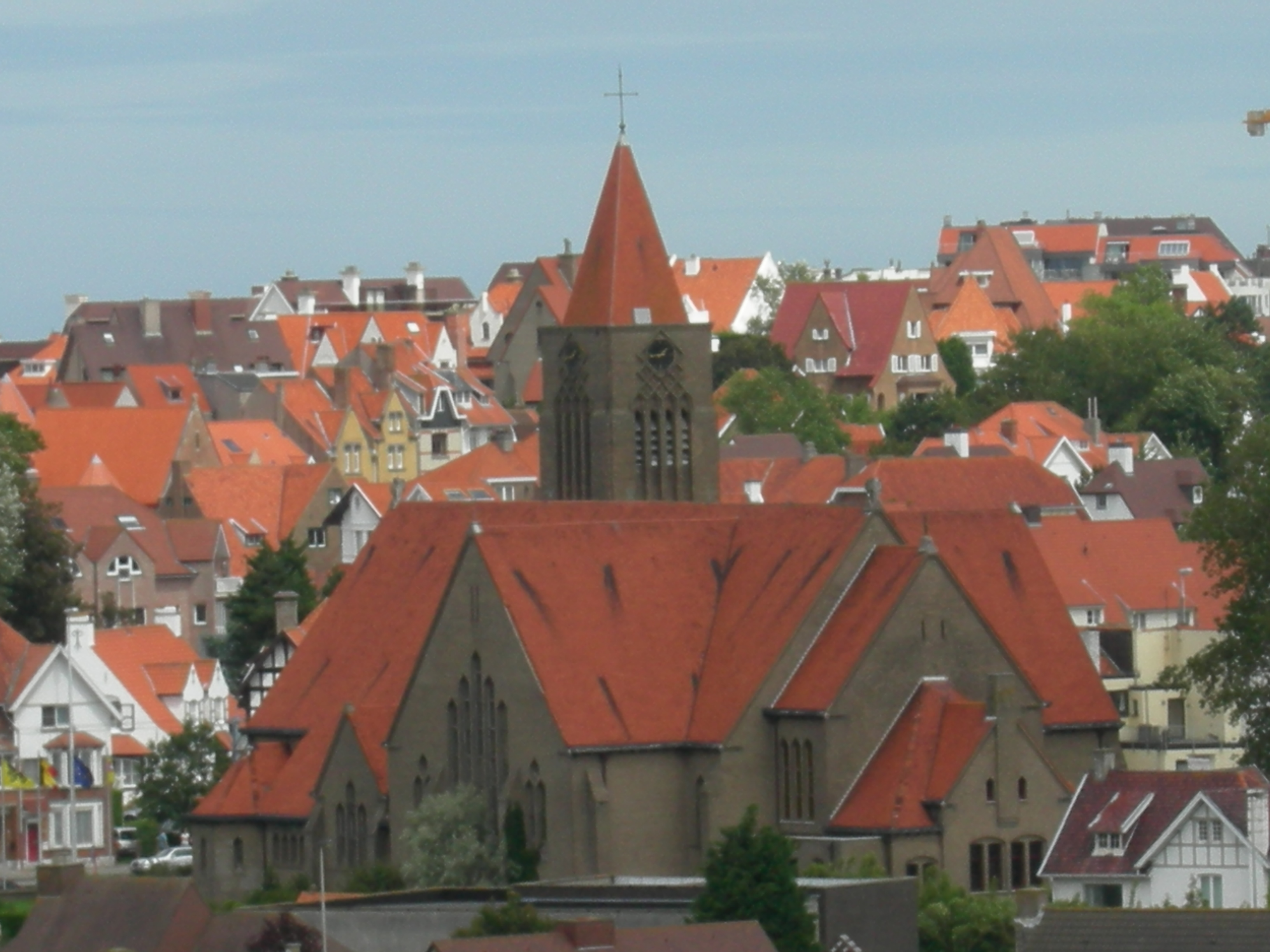
Heilige-Familiekerk
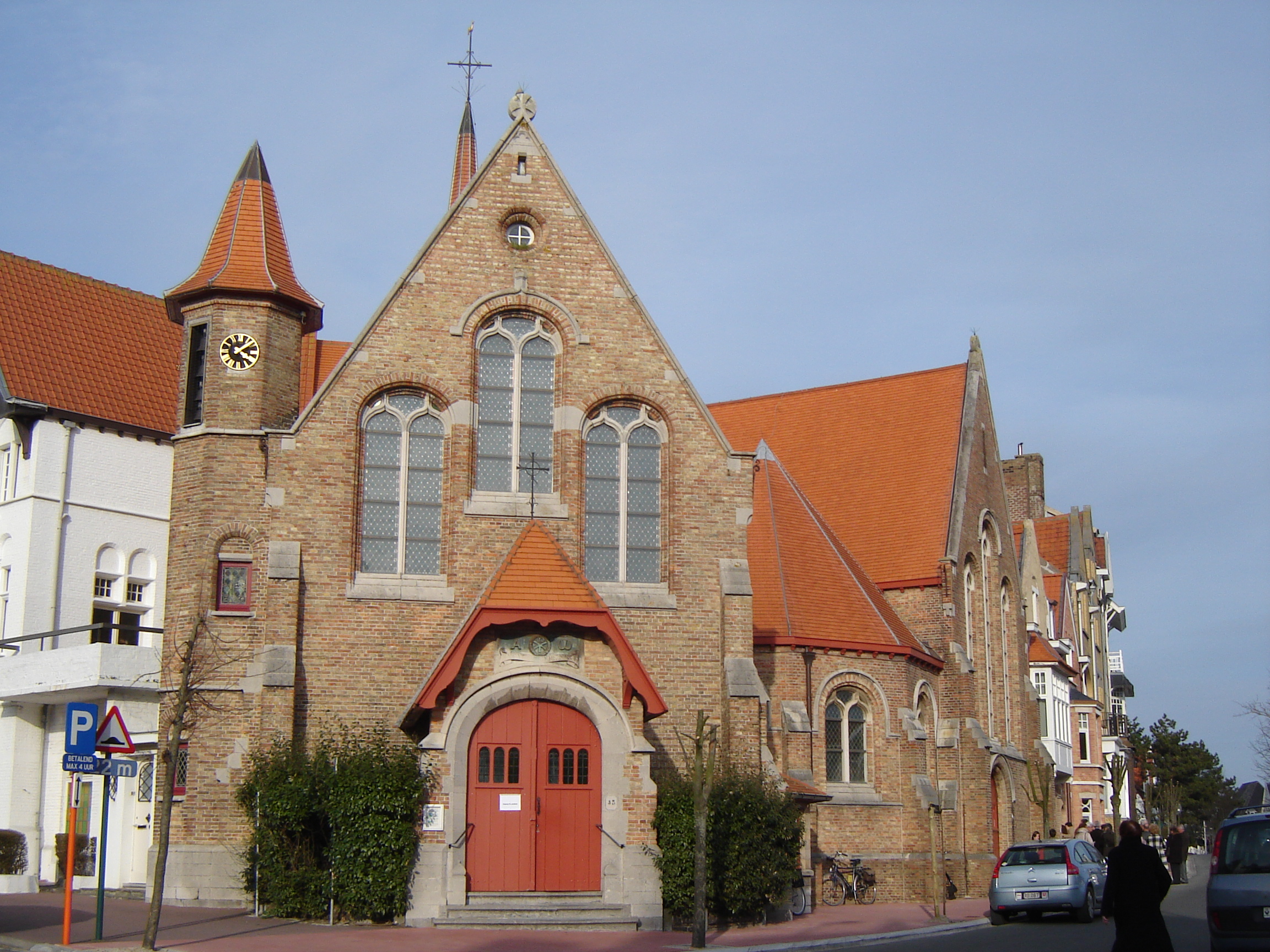
Christus Koningkapel
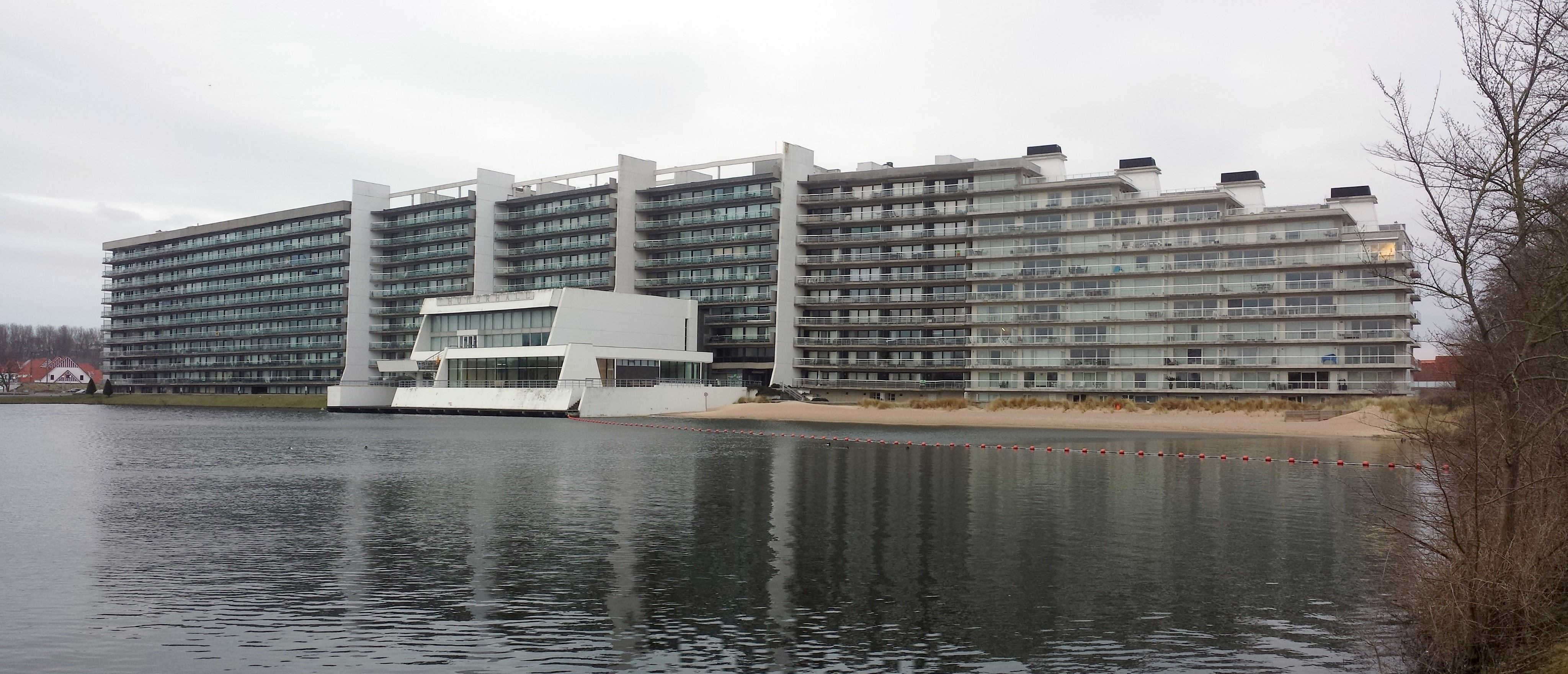
Residentiële hoogbouw aan het Meer van Heist

## Bezienswaardigheden
- De Christus Koningkapel dateert uit 1905 en werd uitgebreid in 1929.
- De Heilige-Familiekerk van 1939.
- Diverse villa's en appartementsgebouwen in Duinbergen zijn beschermd als monument.

Duinbergen is behalve met de Kusttram ook bereikbaar met de trein en Buslijn 3 en 45.